# Авраам, Андреас
Андреас Авраам (греч. Ανδρέας Αβραάμ; род. 6 июня 1987, Ларнака, Кипр) — кипрский футболист, полузащитник клуба АЕЛ (Лимасол) и сборной Кипра.

## Биография

### Клубная карьера
Профессиональную карьеру начинал в клубе второго дивизиона «Омония» (Арадипу). В 2007 году подписал контракт с клубом высшей лиги «Аполлон», за который вуступал три года и стал обладателем Кубка Кипра. В 2010 перешёл в «Омонию» из Никосии, с которой дважды выиграл национальный Кубок и провёл 57 матчей. С 2013 по 2016 годы выступал за другой кипрский клуб «Анортосис». В 2016 году подписал контракт с клубом греческой Суперлиги «Лариса», в котором провёл один сезон и сыгрл 23 матча. В 2017 вернулся на Кипр, где подписал контракт с клубом АЕЛ (Лимасол).

### Карьера в сборной
За основную сборную Кипра дебютировал 19 ноября 2008 года в товарищеском матче со сборной Беларуси, в котором вышел на замену после перерыва и уже через минуты забил гол, оказавшийся в итоге победным, матч закончился со счётом 2:1.
В 2018 году принял участие в четырёх матчах Лиги наций УЕФА 2018/2019, но по итогам турнира сборная Кипра заняла последнее место в группе и вылетела в низший дивизион.

## Достижения
«Аполлон» Лимасол
- Обладатель Кубка Кипра (1): 2009/2010

«Омония» Никосия
- Обладатель Кубка Кипра (2): 2010/2011, 2011/2012
- Обладатель Суперкубка Кипра (2): 2010, 2012